# Calanthe
Calanthe é um género botânico pertencente à família das orquídeas (Orchidaceae). (185 espécies)

## Lista de espécies
- Calanthe abbreviata
- Calanthe aceras
- Calanthe actinomorpha
- Calanthe albolutea
- Calanthe aleizettii
- Calanthe alismifolia
- Calanthe alpina
- Calanthe alta
- Calanthe angustifolia
  - Calanthe angustifolia var. angustifolia.
  - Calanthe angustifolia var. flava
- Calanthe anthropophora
- Calanthe arcuata
- Calanthe arfakana
- Calanthe argenteostriata
- Calanthe arisanensis
- Calanthe aristulifera
- Calanthe aruank
- Calanthe atjehensis
- Calanthe aurantiaca
- Calanthe aureiflora
- Calanthe bicalcarata 
  - Calanthe bicalcarata var. bicalcarata.
  - Calanthe bicalcarata var. depressa
- Calanthe biloba
- Calanthe brevicornu
- Calanthe breviflos
- Calanthe calanthoides
- Calanthe camptoceras
- Calanthe cardioglossa
- Calanthe carrii
- Calanthe caulescens
- Calanthe caulodes
- Calanthe cheniana
- Calanthe chevalieri
- Calanthe chloroleuca
- Calanthe chrysoglossoides
- Calanthe chrysoleuca
- Calanthe clavata
- Calanthe clavicalcar
- Calanthe cleistogama
- Calanthe coelogyniformis
- Calanthe coiloglossa
- Calanthe conspicua
- Calanthe coreana
- Calanthe cremeoviridis
- Calanthe crenulata
- Calanthe cruciata
- Calanthe crumenata
- Calanthe davaensis
- Calanthe davidii
- Calanthe densiflora
- Calanthe dipteryx
- Calanthe discolor
- Calanthe disticha
- Calanthe dulongensis
- Calanthe duyana
- Calanthe ecallosa
- Calanthe ecarinata
- Calanthe emeishanica
- Calanthe engleriana 
  - Calanthe engleriana var. brevicalcarata
  - Calanthe engleriana var. engleriana.
- Calanthe englishii
- Calanthe ensifolia
- Calanthe epiphytica
- Calanthe esquirolei
- Calanthe fargesii
- Calanthe finisterrae
- Calanthe fissa
- Calanthe flava 
  - Calanthe flava var. flava.
  - Calanthe flava var. rubra
- Calanthe forbesii
- Calanthe fragrans
- Calanthe fulgens
- Calanthe geelvinkensis
- Calanthe gibbsiae
- Calanthe graciliflora
- Calanthe graciliscapa
- Calanthe griffithii
- Calanthe halconensis
- Calanthe hancockii
- Calanthe hattorii
- Calanthe hennisii
- Calanthe henryi
- Calanthe herbacea
- Calanthe hirsuta
- Calanthe hololeuca
- Calanthe hoshii
- Calanthe hyacinthina
- Calanthe imthurnii
- Calanthe inflata
- Calanthe izu-insularis
- Calanthe johorensis
- Calanthe jusnerii
- Calanthe kawakamiense
- Calanthe kaniensis
- Calanthe kemulensis
- Calanthe keshabii
- Calanthe kinabaluensis
- Calanthe labellicauda
- Calanthe labrosa
- Calanthe lacerata
- Calanthe lechangensis
- Calanthe leucosceptrum 
  - Calanthe leucosceptrum var. bisubulifera
  - Calanthe leucosceptrum var. leucosceptrum.
- Calanthe limprichtii
- Calanthe longibracteata
- Calanthe longifolia
- Calanthe lutiviridis
- Calanthe lyroglossa 
  - Calanthe lyroglossa var. longibracteata
  - Calanthe lyroglossa var. lyroglossa.
- Calanthe madagascariensis
- Calanthe mannii
- Calanthe maquilingensis
- Calanthe maxii
- Calanthe mcgregorii
- Calanthe metoensis
- Calanthe micrantha
- Calanthe microglossa
- Calanthe moluccensis
- Calanthe monophylla
- Calanthe muelleri
- Calanthe nankunensis
- Calanthe nicolae
- Calanthe nipponica
- Calanthe nivalis
- Calanthe oblanceolata
- Calanthe obreniformis
- Calanthe odora
- Calanthe oreadum
- Calanthe otuhanica
- Calanthe ovalifolia
- Calanthe ovata
- Calanthe papuana
- Calanthe parvilabris
- Calanthe pauciverrucosa
- Calanthe pavairiensis
- Calanthe petelotiana
- Calanthe pilosa
- Calanthe plantaginea 
  - Calanthe plantaginea var. lushuiensis 
  - Calanthe plantaginea var. plantaginea.
- Calanthe polyantha
- Calanthe puberula
- Calanthe pulchra
- Calanthe pullei
- Calanthe rajana
- Calanthe reflexilabris
- Calanthe rhodochila 
  - Calanthe rhodochila var. reconditiflora
  - Calanthe rhodochila var. rhodochila.
- Calanthe rigida
- Calanthe rosea
- Calanthe rubens
- Calanthe ruttenii
- Calanthe saccata
- Calanthe sacculata
- Calanthe salaccensis
- Calanthe sanderiana
- Calanthe seranica
- Calanthe shelfordii
- Calanthe shweliensis
- Calanthe simplex
- Calanthe sinica
- Calanthe spathoglottoides
- Calanthe speciosa
- Calanthe stenophylla
- Calanthe stevensiana
- Calanthe striata
- Calanthe succedanea
- Calanthe sylvatica
- Calanthe taenioides
- Calanthe tahitensis
- Calanthe tenuis
- Calanthe torricellensis
- Calanthe transiens
- Calanthe triantherifera
- Calanthe tricarinata
- Calanthe trifida
- Calanthe triplicata
- Calanthe trulliformis
- Calanthe truncata
- Calanthe truncicola
- Calanthe tsoongiana
- Calanthe uncata
- Calanthe undulata
- Calanthe unifolia
- Calanthe vaginata
- Calanthe velutina
- Calanthe ventilabrum
- Calanthe versteegii
- Calanthe vestita
- Calanthe villosa
- Calanthe whiteana
- Calanthe yuana
- Calanthe yuksomnensis
- Calanthe zollingeri

## Sinônimos
Este gênero tem um grande número de sinônimos:
- Alismorkis Thouars
- Amblyglottis Blume
- Aulostylis Schltr.
- Calanthidum Pfitzer
- Centrosia A.Rich.
- Centrosis Thouars
- Cytheris Lindl.
- Ghiesbreghtia A.Rich. & Galeotti
- Limatodes Blume
- Paracalanthe Kudô
- Preptanthe Rchb.f.
- Styloglossum Breda
- Sylvalismis Thouars